# Grupo La Plana
Grupo La Plana es un grupo empresarial español especializado en la fabricación de envases y embalajes de cartón ondulado y compacto, y de expositores PLV.  Se fue conformando tras la creación de la compañía Cartonajes La Plana S.L.U. en 1973. Con sede en Bechí (Castellón) es un grupo empresarial  que cuenta con 6 plantas de producción, 15 centros de montaje y presencia en España, Portugal y Francia.

## Historia
Alfredo Piquer Franch creó en 1973 una planta que recibía el suministro de planchas de cartón para fabricar su primer producto, la caja impresa plegada y pegada. En sus inicios, la firma estuvo enfocada al sector azulejero y cerámico, con destacada presencia en Castellón, para luego abarcar el sector hortofrutícola, y los segmentos industriales de alimentación y bebidas.
Con un crecimiento paulatino desde entonces, en 1981 acometió su primera ampliación, con la instalación de una máquina onduladora que fabricaba planchas de cartón ondulado a partir de papel bobinado.
En 1991 se dio un nuevo impulso a la empresa realizándose varias ampliaciones sucesivas, la mejora de la logística y la automatización de los procesos, consiguiendo duplicar la producción.  En 1995 se instalaron la segunda onduladora y la primera planta de cogeneración en Bechí, siendo ésta la primera en España.
En 1998 se constituyó el grupo empresarial “Grupo La Plana” (GLP), con la expansión por el norte de España, la  apertura de dos nuevas plantas, ubicadas en Onda (Castellón) y Cenicero (La Rioja), y la creación de una red comercial por todo el país.
A partir de 2015 se multiplicaron las inversiones en maquinaria para las tres plantas, y en 2017 se adquirió Unigraf (posteriormente Packaging Igualada). En 2018 se amplíó  en 30.000 metros cuadrados la planta de Envases de Cartón en Onda (Encarsa), y se instaló una impresora de alta velocidad 'EFI Nozomi C18000' de Electronics For Imaging (EFI) para la impresión digital.

## Constitución del Grupo La Plana
En 2020 el grupo definió su identidad corporativa para unificar las  marcas Cartonajes La Plana, Unigraf y Encarsa en la marca Grupo La Plana.
En 2021 el grupo adquirió la firma de artes gráficas madrileña PLV-Primera Línea Visual, dedicada a exposiciones y puntos de venta.
En 2022 compró la empresa Envases Soler, ubicada en Crevillente (Alicante), y que había comenzado con la producción de cajas de zapatos para distintas fábricas de calzado; la planta de Onda instaló una máquina de impresión híbrida para cartón ondulado, diseñada y fabricada en España por Kento Digital Printing; y se inauguró un centro de innovación para la investigación de los embalajes sostenibles  en la planta de Onda.
El conjunto del grupo abarca: Packaging Betxí, Packaging Cenicero,  PLV – Primera Línea Visual,  Packaging Onda, Packaging Igualada y Packaging Crevillente.

## Sostenibilidad
El grupo empresarial ha enfocado su crecimiento y funcionamiento a la Economía del bien común (EBC) al que pertenece desde 2015, elaborando un balance trianual.
Orientada su producción y gestión empresarial por los valores de la Sostenibilidad, cuenta con tres divisiones: División de Cartón Ondulado, de Cartón Compacto y de Expositores PLV. En 2022 creó  el centro de investigación de Onda para el embalaje sostenible.
En 2023 puso en marcha el Plan Director de Sostenibilidad (PDS) que marca los objetivos ambientales, sociales y de gobierno (ESG, en inglés: environmental, social and governance). Mediante el PDS, el grupo se adapta  a los  requerimientos legislativos nacionales e internacionales y a las tendencias y necesidades del mercado. Anualmente elabora una Memoria ESG.

## Datos empresariales
Cartonajes La Plana es un grupo empresarial familiar. En 2023 el grupo contaba con 6 plantas de producción, 15 centros de montaje y red comercial en España, Francia y Portugal. El grupo empresarial está gestionado por la segunda generación familiar, siendo su presidente desde 2001 Juan Ignacio Piquer.  Cuenta con casi 700 empleados y la facturación para 2022 fue de 176 millones de euros.

## Reconocimientos
La empresa recibió el galardón Empresa 2015 de Castellón, organizado por el Periódico Mediterráneo y entregado por Ximo Puig, entonces presidente de la  Generalitat de Valencia.En 2023 todas sus plantas recibieron la medalla de plata de EcoVadis.
En 2023 el Plan Director de Sostenibilidad del Grupo La Plana recibió el premio Mercurio de Responsabilidad Social Corporativa.